# TC Blau-Weiß Wesel-Flüren
Der TC Blau-Weiß Wesel-Flüren ist ein reiner Tennisverein aus Wesel am Niederrhein. Die Herren 30-Mannschaft des im Stadtteil Flüren ansässigen Vereins war 2014 Dritter in der 1. Bundesliga Nord.

## Geschichte
Der TC Blau-Weiß Wesel-Flüren wurde am 2. November 1970 im Restaurant Constanze in Diersfordt nahe Flüren gegründet. Nach der Ruder- und Tennisgesellschaft Wesel und dem TC Rot-Gold Obrighoven war er der dritte Tennisverein im Weseler Stadtgebiet. 1971 wurden auf einem zuvor erworbenen Grundstück fünf Tennisplätze und ein Clubhaus errichtet. Das Gelände liegt am Ortsrand von Flüren und am Rand des Diersfordter Waldes.

## Mannschaften und sportliche Erfolge
Die größten sportlichen Erfolge verbuchte bislang die Herren 30-Mannschaft des Vereins. Nach sieben Aufstiegen in Serie trat die Mannschaft in der Saison 2013 in der zweiten Bundesliga an. Mit Raemon Sluiter und Sander Groen an den Positionen eins und zwei schaffte die Mannschaft erneut den Aufstieg. In der 1. Bundesliga Nord 2014 belegte Flüren den dritten Rang und verpasste nur knapp den Einzug in die Finalrunde der vier besten Teams. Nach der ersten Bundesliga-Saison zog der Verein die Mannschaft aus finanziellen Gründen aus der höchsten Liga zurück und meldete diese in der 1. Verbandsliga an. Einige Spieler blieben dennoch Teil der Mannschaft.
Im Sommer 2016 nahmen für den Verein insgesamt 23 Mannschaften am offiziellen Spielbetrieb teil, darunter 12 Jugendteams. Die höchste vertretene Altersklasse war eine Herren 65-Mannschaft.